# Hyperolius gularis
Espèce
Statut de conservation UICN

 DD  : Données insuffisantes
Hyperolius gularis est une espèce d'amphibiens de la famille des Hyperoliidae.

## Répartition
Cette espèce est endémique d'Angola. Elle n'est connue que dans la localité type, "Loanda", qui fait probablement référence à Luanda,.

## Publication originale
- Ahl, 1931 : Amphibia, Anura III, Polypedatidae. Das Tierreich, vol. 55, p. 477.